# Piotrowicze (sielsowiet Wołki)
Piotrowicze (biał. Пятровічы; ros. Петровичи) – wieś na Białorusi, w obwodzie witebskim, w rejonie postawskim, w sielsowiecie Wołki.
Nazwa dawniej używana – Piotrowicze Chomskie.

## Historia
W czasach zaborów w granicach Imperium Rosyjskiego.
W dwudziestoleciu międzywojennym wieś leżała w Polsce, w województwie wileńskim, w powiecie duniłowickim (od 1926 postawskim), w gminie Duniłowicze.
Według Powszechnego Spisu Ludności z 1921 roku zamieszkiwały tu 83 osoby, 81 było wyznania rzymskokatolickiego, a 2 prawosławnego. Jednocześnie 72 mieszkańców zadeklarowało polską przynależność narodową, a 11 białoruską. Było tu 13 budynków mieszkalnych. W 1931 w 32 domach zamieszkiwało 177 osób.
Miejscowość należała do parafii rzymskokatolickiej i prawosławnej w Duniłowiczach. Podlegała pod Sąd Grodzki w Duniłowiczach i Okręgowy w Wilnie; właściwy urząd pocztowy mieścił się w Duniłowiczach.